# Tritonia poirieri
Tritonia poirieri (Mabille & Rochebrune, 1889) è un mollusco nudibranchio della famiglia Tritoniidae.